# Philippe Troussier
Philippe Omar Troussier (Paris, 21 de março de 1955) é um ex-futebolista e técnico de futebol francês. Adotou o prenome Omar após converter-se ao islamismo dois dias após completar 51 anos, em 2006.

## Carreira

### Como jogador
A carreira de Troussier como jogador durou entre 1974 e 1983, iniciando-a no AS Choisy-le-Roi. Passou ainda por Joinville, Angoulême, Red Star 93, Rouen e Stade de Reims, seu último clube como futebolista profissional. Teve maior destaque defendendo os dois últimos, disputando 79 e 38 jogos, respectivamente, marcando oito gols pelo Rouen.

## Como técnico
Pouco depois de pendurar as chuteiras, Troussier começou a nova carreira de treinador no INF Vichy, mesmo clube que revelou o atacante Jean-Pierre Papin. Em território francês, comandaria ainda Alençon, Red Star 93, Créteil e Olympique de Marseille. Outras equipes comandadas por ele foram o ASEC Mimosas, Kaizer Chiefs, CA Rabat e FUS Rabat.
Comandou ainda as seleções nacionais de Costa do Marfim, Nigéria (1997), Burkina Faso (1997-98) e África do Sul (1998) e Japão (1998-2002), onde venceu a Copa da Ásia 2000 e ficando em segundo lugar na Copa das Confederações de 2001, tendo conseguido o feito de levar as oitavas-de-final da Copa de 2002, além de ter sido comandante da Seleção Olímpica Japonesa, durante os Jogos Olímpicos de Sydney, em 2000.
Ainda foi o treinador das seleções do Qatar (2003-04) e do Marrocos (2005), tendo assumido depois da derrota da seleção para se qualificar para a Copa do Mundo de 2006. No entanto, ele foi demitido depois de apenas dois meses do cargo pela Federação local, devido a uma diferença de opinião. Em março de 2008, retornou ao Japão para comandar o F.C. Ryūkyū. e entre 2011 e 2013 exerceu o comando técnico do Shenzhen Ruby da China.
Atualmente encontra-se desempregado, mas especula-se que ele possa ser confirmado como novo técnico da Malásia. Ele disse que havia acertado um salário de 5 milhões de dólares malaios (moeda local) com a Federação de Futebol do país asiático.

## Títulos
Japão
- Copa da Ásia: 2000